# Wilhelm Christian Crecelius
Wilhelm Christian Crecelius (* 29. Oktober 1898 in Niederlahnstein; † 27. September 1979 in Dresden) war ein deutscher Mediziner.

## Leben und Wirken
Crecelius wurde 1916 eingezogen und diente im Ersten Weltkrieg bei der Luftwaffe. Ein Jahr später konnte er sein Notabitur ablegen. Zunächst nahm er ein Studium der Ingenieurwissenschaften in Darmstadt auf, wechselte dann aber zur Medizin in Würzburg und Erlangen, wobei er Mitglied der Landsmannschaft Saxo-Makaria Würzburg, der heutigen Landsmannschaft Alemannia Makaria, wurde. 1923 wurde er promoviert. Er trat eine Stelle als Assistenzarzt im Stadtkrankenhaus Johannstadt in Dresden an, wo er von Otto Rostoski ausgebildet wurde.
Wilhelm Crecelius entwickelte 1927 eine Methode zur Bestimmung des Blutzuckers auf der Basis der Reduktion von Pikrinsäure. 1931 wurde er als Internist anerkannt, im Jahr darauf ließ er sich in eigener Praxis in Dresden nieder. Nach Kriegsende war er kurzzeitig Chefarzt der medizinischen Klinik des Heinrich-Braun-Klinikums in Zwickau, anschließend wurde er Klinikdirektor und Ärztlicher Direktor des Stadtkrankenhauses Johannstadt. 1952 erhielt er die Habilitation im Fach Ernährungsphysiologie.
Danach hatte er wesentlichen Anteil an der Entstehung der Medizinischen Akademie Dresden, einer von 1954 bis 1993 bestehenden Medizinischen Hochschule, aus welcher das Universitätsklinikum Carl Gustav Carus Dresden und die medizinische Fakultät der Technischen Universität Dresden hervorgingen.
Am 20. Dezember 1941 beantragte er die Aufnahme in die NSDAP und wurde zum 1. Januar 1942 aufgenommen (Mitgliedsnummer 8.975.533), in der DDR war er Mitglied der LDPD. 1978 wurde er mit dem Vaterländischen Verdienstorden in Gold ausgezeichnet.
Wilhelm Crecelius war seit 1929 mit der Ärztin Lucia Dederichs verheiratet, sie bekamen zwei Töchter. Er starb im Jahr 1979 und wurde auf dem Striesener Friedhof beigesetzt.